# Wooster, Arkansas
Wooster là một thị trấn thuộc quận Faulkner, tiểu bang Arkansas, Hoa Kỳ. Năm 2010, dân số của thị trấn này là 860 người.

## Dân số
- Dân số năm 2000: 516 người.
- Dân số năm 2010: 860 người.